# Вензи
Венцислав Милър Ауори, по-известен като Венцислав Роланд – VenZy, e български поп, хип-хоп и R'n'B певец, композитор, текстописец, музикален продуцент и водещ.
Музикалната му кариера започва в лейбъла на Монте Мюзик с участие в хита на Михаела Филева „Опасно близки“, а веднага след това дебютира с песента „Под открито небе“ по негова музика.
Той е популярен също и с участието си в танцовото шоу Dancing Stars, както и като телевизионен водещ на предаването „Музика, Музика“ по Българска национална телевизия

## Биография
VenZy (ВенЗи) е роден на 4 февруари 1987 г. в София. Баща му е от Нигерия, идва в България, за да учи икономика, запознава се с майка му, изучавала по онова време медицина.
Вензи произхожда от музикален род. Прадядо му е бил цигулар в Аржентина, но по време на освобождението на Македония от османска власт получава апел от Стефан Стамболов, пратен до всички българи (и в частност македонци) по света да помогнат на страната. Той оставя цигулката, връща се и става опълченец, за което получава медал. Баба му е била детски педагог по пеене и акордеон.
Тяхното музикално наследство тече в кръвта на Вензи. Още с първите си думи запява, а на 3-годишна възраст постъпва в Детския радиохор към Българското национално радио (БНР). Няколко години по-късно е солист в училищната вокална група на 144 СОУ „Народни будители“, където завършва средното си образование, след това записва тонрежисура в Нов български университет.
През 2012 г. е гост-вокалист на няколко от участията на реге групата „ONE SOUL“, с която се появяват на сцената на многожанровия фестивал „София диша“.
В края на 2012 г. до музикалния издател „Монте Мюзик“, основан от популярния певец, композитор и продуцент Владимир Ампов – Графа и съдружничката му Магдалена Сотирова, достига демо на Вензи, което впоследствие се превръща в дебютния му сингъл. Творческата му кариера на професионално ниво започва с участие в хита „Опасно близки“ в изпълнение на певицата Михаела Филева, която също е част от каталога на „Монте Мюзик“. Музиката, текстът и аранжиментът са на Владимир Ампов – Графа. Песента се появява на 12 февруари 2013 г. и видеоклипа, заснет от режисьора Васил Стефанов, бързо набира популярност с над милион гледания в интернет.
На 18 април 2013 г. стартира дебютният сингъл на Вензи „Под открито небе“, в който той получава подкрепа от Световната бийтбокс шампионка Адриана Николова – Печенката. Музиката е авторска, с текст на Графа и аранжимент на Боян Ковачев (Монте Мюзик). Песента е съпроводена от „свеж“ летен видеоклип, режисьор на който е Васил Стефанов и екипа му (Монте Мюзик).
Месец след първия си дебют Вензи и Михаела Филева се включват в музикалния проект на Графа „А дано, ама надали“.
На 24 октомври 2013 г. се появява втората самостоятелна песен и видео на Вензи „Щом ти си до мен“. Музиката е на Графа и Вензи, текст и аранжимент: Графа, китара: Георги Янев, режисьор: Васил Стефанов, оператор: Владимир Михайлов. В края на 2013 г. Вензи е поканен от певицата Белослава да се включи в песента ѝ „Времето за мен си ти“. Видеоклипът и песента излизат на 15 декември, музиката и аранжиментът са на Живко Петров, тромпет – Росен Захариев – Роко, беквокали са Елена Кокорска и Александър Славчев, със специалното участие на Прея (Монте Мюзик). Текстът на песента е на Белослава и Вензи, а продуцент е „BlueBubu Music“, проекта е фънк и соул звучене, а към него ретро клип в черно бяло, режисьор на който е Васил Стефанов.
През 2014 г. Вензи влиза в световноизвестния формат „Dancing Stars“, заедно с колежката си Михаела Филева. По време на формата представя за първи път песента си „Въпрос на време“ с участието на Дивна (Монте Мюзик). Веднага след приключване на участието си във формата издава и официално сингъла. На 8 септември издава самостоятелната си песен „Мога да ти вярвам“. През месец декември на същата година взима участие в песента на Алекс и Влади, продуцирана от Монте Мюзик със заглавието „Двойна игра“.
Следващата година бележи началото си с колаборацията му с рапъра Били Хлапето (Монте Мюзик), а именно „Кажи ми вече всичко“, един от хитовете на 2015 г. Песента излиза първо като ремикс на DJ ДимоBG, което веднага я вкарва във всички клубове из страната. На 17 юни излиза триото „Запазено място“ с участието на Владимир Ампов – Графа и отново Били Хлапето (Монте Мюзик). Песента също бързо се налага с тежкия си клубен звук. В края на 2015 г. издава R'n'B проекта си „Номера сменен“, където гост-изпълнител е рапърът Ф.О (F.O.), с участието на който песента става клубен хит.
През 2016 г. е жури на полуфинала за български представител на „Детска Евровизия 2016“
„Нищо случайно“ е заглавието на песента, в която Вензи взима участие заедно с Ники Бакалов (Монте Мюзик) и финалиската на формата Х-Фактор Виктория Георгиева (Монте Мюзик). Началото на този проект започва с рекламна кампания на известния бранд Queen's, в която Вензи е рекламно лице и предварително представя част от песента. Песента става летен хит със звучене в нашумелия през същата година стил tropical house.
Началото на 2017 година излиза песента „Шесто Чувство“ заедно с нашумялата група СкандаУ. Песента става хит за по-малко от два месеца.
В края на годината Вензи не подновява договора си с Монте Мюзик, но запазва добри отношения и сътрудничество с лейбъла. А на следващата година, продуцира и издава първата песен с клип „Сега разбираш защо“, проектът веднага докосва сърцата на хората.
През лятото на 2018 година, VenZy се включва в проекта на Монте Мюзик, за младата звезда от Детска Евровизия Лидия Ганева. Песента „Милони причини“ е придружена от свежо и цветно видео.
На 4 февруари 2019 година издава през своя канал в YouTube новата си самостоятелна песен „Момиче за милиони“. Във видеото на песента взимат участие известната влогърка, модел и инфлуенсър Цветина Цолова и танцьорката Алекс Драгова. Проектът бързо набира популярност в интернет и социалните мрежи.
На 12 юли 2019 г. е член от журито в 5-ия Национален конкурс „Песенна палитра“, който се провежда в гр. Карлово.
На 13 юли 2019 година, се появява „Чао, Адиос!“, съвместното му лятно парче с влогърите Павел Колев и Ицака. Проектът е реализиран и от тримата с подкрепата на Фанта, а видеото е заснето в Гърция от екипът на Prime Art студио.
На 7 януари 2020 година, Вензи издава 'Силен" в YouTube, второ солово парче от предстоящия му албум. Историята е вдъхновена от хип-хоп танците и мечтата на едно момиче. Хореографията е дело на Виктория Димитрова – Goldy, а танците са изпълнени от VS Dance Studio. Музиката и текста са авторски, а бийта и аранжимента са дело на JS Production.
В началото на 2020 година, изпълнителят става телевизионен водещ на предаването „Музика, Музика“, което се излъчва по Българска национална телевизия 
В края на месец януари, за поредна година е член от журито на Национален конкурс „Път към славата“
През април 2020 година, Вензи издава аудио проекта „Само ти“. Текстът е авторски, а звученето е комбинация между Pop и Drum&Bass. Месец по-късно се включва в песента „Ангели“ заедно с Дичо. Парчето е създадено по идея на КНСБ в подкрепа и благодарност към българските медици, борещи се на първа линия с коронавирусната зараза.
През август 2020 година, изпълнителят издава акустичен вариант на песента „Само ти“. Хореографията и видеото е дело на Виктория Димитрова Goldy, а нежния танц е в изпълнение на професионалисти и ученици от танцовата ѝ школа VS DANCE.
Началото на месец септември 2020 г. e жури във втория Национален конкурс за млади изпълнители на популярна песен „Дунавски звезди“, който се провежда в гр. Силистра.

## Песни
- А дано, ама надали (Графа, Михаела Филева & VenZy)
- Въпрос на време (VenZy, с участието на Дивна)
- Времето за мен си ти (Белослава, с участието на VenZy)
- Двойна игра (Алекс и Влади, с участието на VenZy)
- Запазено място (VenZy, Графа & Били Хлапето)
- Кажи ми вече всичко (VenZy & Били Хлапето)
- Мога да ти вярвам
- Нищо случайно (VenZy, Ники Бакалов & Виктория Георгиева)
- Номера сменен (VenZy, с участието на F.O.)
- Напред и нагоре (VenZy, с участието на Flex)
- Опасно близки (VenZy & Михаела Филева)
- Под открито небе (VenZy, с участието на Pe4enkata)
- Шесто чувство (VenZy, с участието на СкандаУ)
- Щом ти си до мен
- Сега разбираш защо
- Триумф (Dim4ou, с участието на Flex и VenZy)
- Милиони причини (Лидия Ганева & VenZy)
- Момиче за милиони
- Все по-добре (VenZy & MaxxSeed)
- Самодива (Боби Ваклинов & VenZy)
- Чао, Адиос! (Павел Колев & Ицака ft. VenZy)
- Не очаквай (Billy Hlapeto, с участието на VenZy)
- Силен
- Само ти (Drum&Bass)
- Ангели (Дичо, VenZy и децата от вокално студио „Дъга“
- Let him breathe
- Само ти (Акустична версия)

## Награди
Дебют на Box TV – 2013 г
Дебют на БГ Радио – 2013 г
Най-добър R‘n‘B артист 2014, 2015, 2017, 2018, 2019 , 2021, 2022 г. – 359 Hip Hop Awards
„Човек с голямо сърце“ – „Даниела Сеизова – В името на живота“ – 2015 г.